# ميكو ناكاهارا
ميكو ناكاهارا (باليابانية: 中原めいこ؛ بالكانا: なかはら めいこ) هي ملحنة ومغنية ومغنية مؤلفة وموسيقية وشاعرة يابانية، ولدت في 8 مايو 1959 في يوتسوكيدو في اليابان.

## وصلات خارجية
- ميكو ناكاهارا على موقع IMDb (الإنجليزية)
- ميكو ناكاهارا على موقع ميوزك برينز (الإنجليزية)
- ميكو ناكاهارا على موقع أول ميوزيك (الإنجليزية)
- ميكو ناكاهارا على موقع ديسكوغز (الإنجليزية)